# 1976年冬季残疾人奥林匹克运动会瑞典代表团
1976年冬季残疾人奥林匹克运动会瑞典代表团是瑞典派出的1976年冬季残疾人奥林匹克运动会代表团。获得6枚金牌、7枚银牌和7枚铜牌。